# 信都郡
信都郡，中国西汉时设置的郡。

## 兩漢時期
汉景帝五年（前152年）改广川国置，治所在信都县（今河北省衡水市冀州区）。辖境相当今河北省武邑、辛集以南，南宫、故城以北，滏阳河以东及山东省德州市等地。中元二年（前148年）复为广川国。建昭二年（前37年），汉元帝封其子刘兴为信都王，改广川郡置信都国。阳朔二年（前23年）国废为郡。建平二年（前5年）复置为国，治信都县（即今河北省衡水市冀州区），辖境相当今河北省枣强、冀州、南宫、武邑等市县区大部，故城北部，景县南部及深州东南部地区。6,5556户，30,4384人。王莽时为新博郡。
东汉永平十五年（72年），改置为乐成国，后为安平国、安平郡、长乐国、长乐郡。

### 東漢安平王系

#### 劉得
安平孝王劉得（？－151年），又作劉德，為汉章帝的孙子，河间孝王刘开的儿子，東漢第1任安平王。
永宁元年（120年），太后邓绥封刘开子刘翼为平原王，奉怀王刘胜之祀。延光元年（122年）五月己巳，改乐成国为安平国，封劉得为安平王，嗣乐成靖王刘党后。以乐成国多次废绝，所以改国名为安平。建和元年（147年），清河王刘蒜死后，建和二年（148年）六月，改清河国为甘陵国，立劉得之子经侯劉理为甘陵王，奉孝德皇祀，劉理是为甘陵威王。
劉得在位30年，元嘉元年（151年）四月三日，安平王刘得去世，在位30年，謚號為「孝」。
劉得有2個兒子，劉續、劉理。

#### 劉續
安平王劉續（？–184年），為安平孝王劉得之子，東漢第2任安平王。
元嘉二年（152年）劉得薨，劉續繼位安平王。中平元年時，黃巾之亂爆發，劉續被安平國變民所俘虜，囚禁於廣宗（今河北省邢台市威縣東）。

劉續被俘後，朝廷花了很多錢將其贖回，當時朝廷討論是否恢復他的封爵，議郎李燮反對：「劉續身為藩臣，卻沒有盡好自己的義務，對朝廷是一大羞辱，不應該恢復。」但漢靈帝沒有聽從，依舊讓劉續恢復為安平王。李燮則因為誹謗皇族而被送入左校。不到一年，劉續被指控大逆不道，被誅殺，國除。李燮這才被釋放，重新擔任議郎。時人稱道：「父不肯立帝，子不肯立王。」
劉續的子女無考。

## 隋唐時期
隋朝大业三年（607年）及唐朝天宝元年（742年）时又曾改冀州为信都郡。下辖信都县、枣强县、堂阳县、衡水县、武邑县、南宫县、阜城县、下博县、武强县。乾元元年（758年），天下郡改为州，信都郡复为冀州。
唐朝信都郡太守
- 苏有德（天宝年间）
- 李适之（天宝年间）
- 徐琇（753年）
- 乌承恩（756年—757年）

## 历史沿革
- 信都郡（前200年-前155年）
- 广川国（前155年-前152年）
- 信都郡（前152年-前148年）
- 广川国（前148年-前70年）
- 广川郡（前70年-前66年）
- 广川国（前66年-前50年）
- 广川郡（前50年-前37年）
- 信都国（前37年-前23年）
- 信都郡（前23年—前5年）
- 信都国（前5年—5年）
- 新博郡（5年—23年）
- 信都郡（23年—72年）
- 乐成国（72年—122年）
- 安平国、安平郡（122年—284年）
- 长乐国、长乐郡（284年—583年）
- 信都郡（607年—621年）
- 信都郡（742年—757年）